# Arctica

Arctica privită dintr-o perspectivă spațială

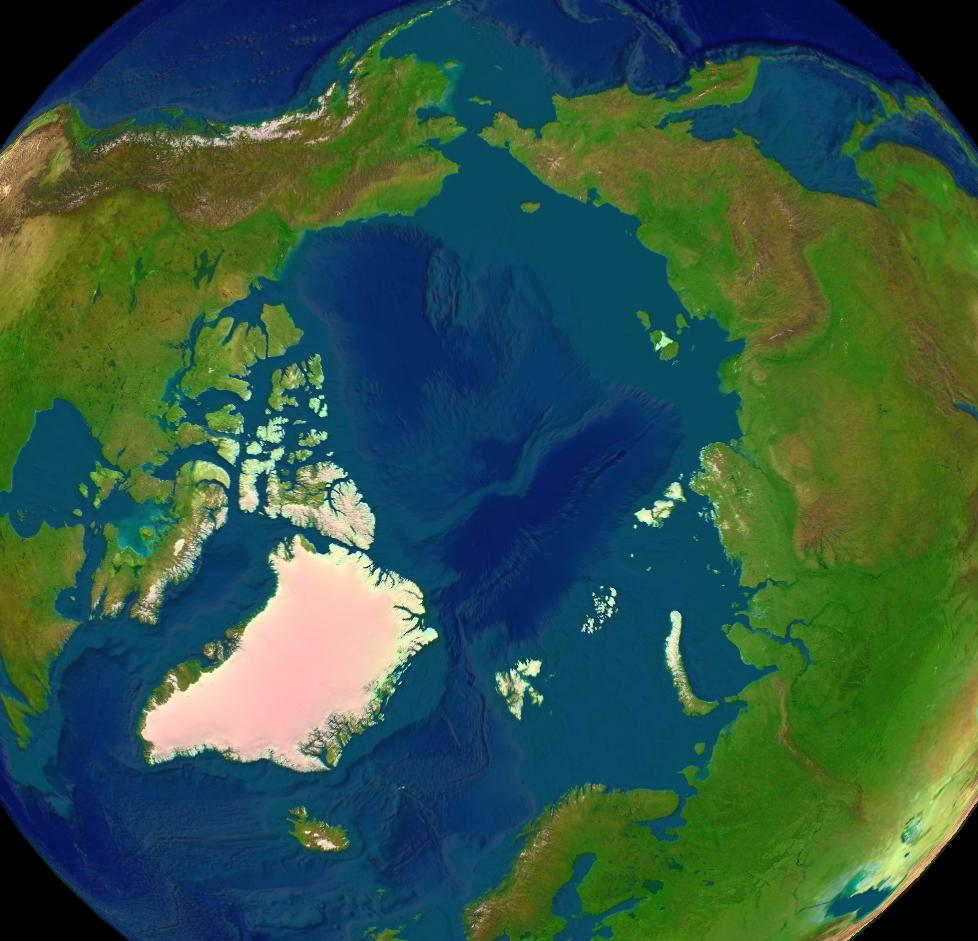
Artificially coloured topographical map of the Arctic region.

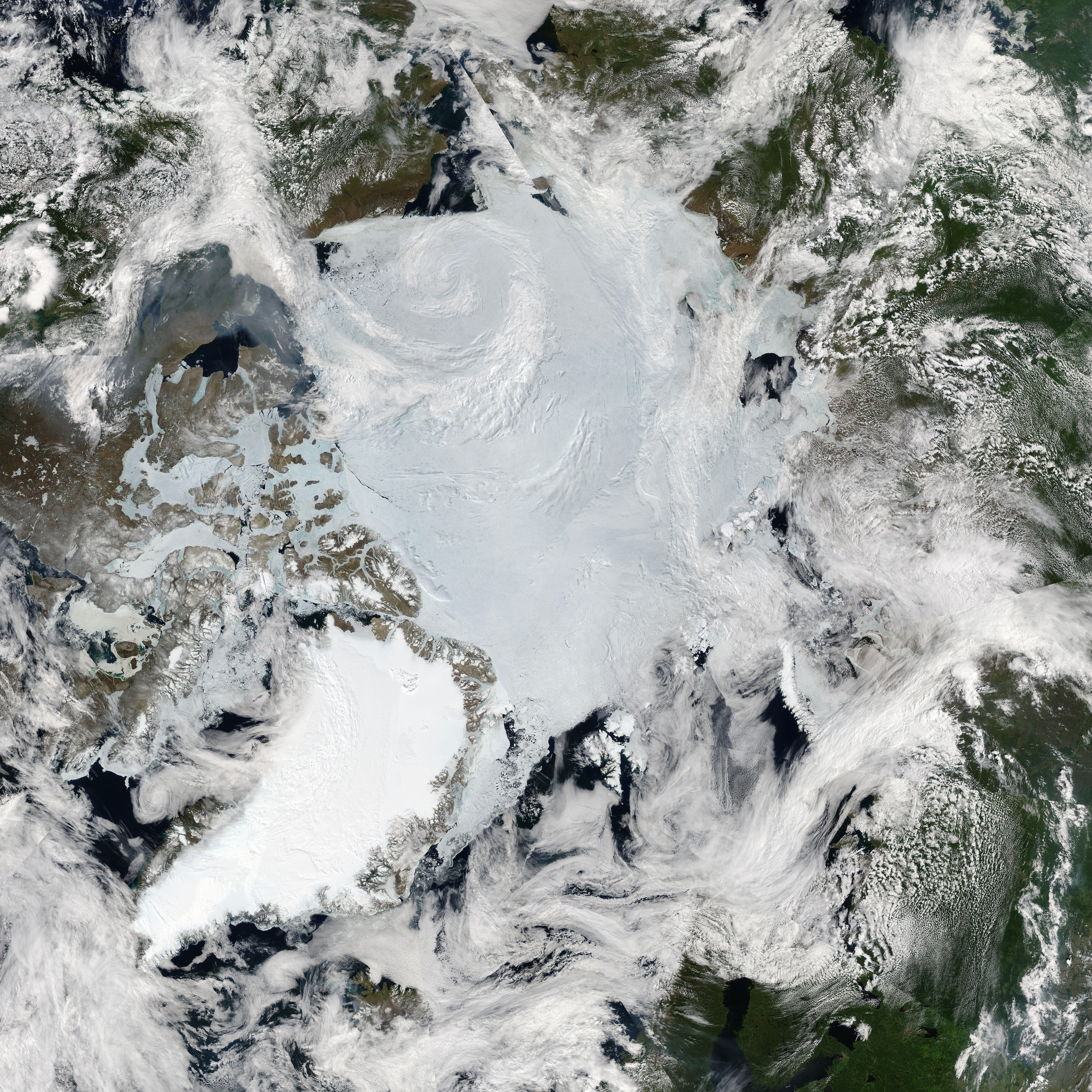
MODIS image of the same region.

Arctica este o regiune a Pământului care cuprinde tot ceea ce se găsește în jurul Polului Nord și care se găsește la nord de Cercul Arctic.  Pozițional geografic, Arctica este simetric opusă regiunii similare din jurul Polului Sud, care se numește Antarctica.
Arctica cuprinde uscat, apă, zăpadă și gheață incluzând Oceanul Arctic și porțiunile cele mai nordice ale Groenlandei (parte a Danemarcei), Islandei, Norvegiei, Suediei, Finlandei, Rusiei, Statelor Unite ale Americii (statul Alaska) și Canadei (navigând de la vest la est).

## Apele Arcticii
- Oceanul Arctic
- Marea Baffin
- Marea Beaufort
- Marea Barents
- Marea Bering
- Strâmtoarea Bering
- Marea Ciukotsk
- Strâmtoarea Danemarcei
- Strâmtoarea Davis
- Marea Groenlandei
- Golful Hudson
- Marea Kara
- Marea Laptev
- Strâmtoarea Nares
- Marea Norvegiei
- Marea Siberiană Orientală

## Pământurile Arcticii
- Statul Alaska (Statele Unite ale Americii)
- Insulele Aleutine (SUA)
- Regiunea Arhanghelsk (Rusia)
- Insula Urșilor (Norvegia)
- Arhipelagul Arctic Canadian
- Insulele Diomede (Rusia/SUA)
- Finnmark (Norvegia)
- Arhipelagul Franz Josef (Rusia)
- Groenlanda (Danemarca)
- Islanda (cea mai mare parte a insulei este la sud de Cercul Arctic)
- Jan Mayen (Norvegia)
- Laponia (Norvegia, Suedia, Finlanda, Rusia)
- Laponia (provincie din Finlanda) (Finlanda)
- Lappland (Suedia)
- Insulele Noua Siberie (Rusia)
- Norrbotten, (Suedia)
- Northwest Territories (Canada)
- Novaia Zemlia (Rusia)
- Nunavik (nordul Québecului, Canada)
- Nunavut (Canada)
- Insulele Arctice Ruse
- Severnaia Zemlia (Rusia)
- Siberia (Rusia)
- Svalbard (Norvegia)
- Yukon (Canada)
- Insula Wrangel (Rusia)

## Articole pe teme de glaciologie
- Aisberg
- Alpii înalți
- Antarctica
- Arctica
- Ablație (fenomen)
- Balanța masei unui ghețar
- Calotă polară
- Climatul calotelor polare
- Gheață
- Ghețar
- Glaciologie
- Încălzirea globală
- Înzăpezire
- Linia arborilor
- Linia înghețului
- Linia de îngheț (astrofizică)
- Listă de țări în care ninge
- Nivologie
- Spărgător de gheață
- Zăpadă
- Zonă de ablație
- Zonă de acumulare
- Zona Antarctică Neozeelandeză